# Bo Kanda Lita Baehre
Bo Kanda Lita Baehr (né le 29 avril 1999 à Düsseldorf) est un athlète allemand, spécialiste du saut à la perche.

## Biographie
Deuxième des championnats d'Europe cadets 2016 et des championnats d'Europe juniors 2017, derrière le Suédois Armand Duplantis, il porte son record personnel à 5,60 m en juin 2017 à Leverkusen, mesure qu'il égale en juillet 2017 à Erfurt. Il termine au pied du podium des championnats du monde juniors de 2018.
Il participe à ses première compétitions internationales seniors en 2019. Septième des championnats d'Europe en salle à Glasgow avec 5,55 m, il réalise 5,72 m le 9 juin 2019 à Rehlingen, signant un nouveau record personnel. Il décroche la médaille d'or lors des championnats d'Europe espoirs 2019 en effaçant une barre à 5,65 m. Sélectionné pour les championnats du monde de Doha, il se classe quatrième de la finale avec un saut à 5,70 m.
Le 16 août 2020 à Leverkusen, il porte son record personnel à 5,81 m. Il se classe 11e des Jeux olympiques de 2020 disputés en 2021 à Tokyo.
Le 25 juin 2022 à Berlin au cours des championnats d'Allemagne, Bo Kanda Lita Baehre remporte le titre en portant son record personnel à 5,90 m. Il se classe 7e des championnats du monde 2022 à Eugene, avec un meilleur saut à 5,87 m. Un mois plus tard, il remporte avec 5,85 m la médaille d'argent des championnats d'Europe, à Munich, devancé par Armand Duplantis.

## Palmarès

### International
| Date | Compétition                    | Lieu     | Résultat | Marque |
| ---- | ------------------------------ | -------- | -------- | ------ |
| 2016 | Championnats d'Europe cadets   | Tbilissi | 2e       | 5,30 m |
| 2017 | Championnats d'Europe juniors  | Grosseto | 2e       | 5,45 m |
| 2018 | Championnats du monde juniors  | Tampere  | 4e       | 5,50 m |
| 2019 | Championnats d'Europe en salle | Glasgow  | 7e       | 5,55 m |
| 2019 | Championnats d'Europe espoirs  | Gävle    | 1er      | 5,65 m |
| 2019 | Championnats du monde          | Doha     | 4e       | 5,70 m |
| 2021 | Championnats d'Europe en salle | Toruń    | finale   | NM     |
| 2021 | Jeux olympiques                | Tokyo    | 11e      | 5,70 m |
| 2022 | Championnats du monde          | Eugene   | 7e       | 5,87 m |
| 2022 | Championnats d'Europe          | Munich   | 2e       | 5,85 m |
| 2024 | Jeux olympiques                | Paris    | 9e       | 5,70 m |

### National
- Championnats d'Allemagne d'athlétisme :
  - Saut à la perche : vainqueur en 2017, 2018, 2020 et 2022
- Championnats d'Allemagne d'athlétisme en salle :
  - Saut à la perche : vainqueur en 2019 et 2020

## Records
| Épreuve          | Épreuve   | Marque | Lieu       | Date            |
| ---------------- | --------- | ------ | ---------- | --------------- |
| Saut à la perche | Plein air | 5,90 m | Berlin     | 25 juin 2022    |
| Saut à la perche | En salle  | 5,81 m | Düsseldorf | 20 février 2022 |